# Malva reial
La malva reial o malva doble (Alcea rosea), és una planta amb flors de la família de les malvàcies. Creix a les proximitats de la costa mediterrània i és valorada tant pels seus usos medicinals i farmacèutics com ornamentals.
Addicionalment pot rebre els noms d'alcea, flor de Sant Jaume, malva, malva cascallada, malva d'hort, malva de jardí, malva de la reina, malva de vara, malva donzella, malva marina, malva marinera, malva roja, malva vera, malva-rosa, malves, malves cascallades, malves de les Índies, malví, vara de Jessè, vara de Sant Josep, vauma reial i vaumera.

## Etimologia
Del llatí alcea que segons Dioscòrides era una malva salvatge de fulles semblants a les de la berbena, i rosea pel color de les flors. El sinònim prové del grec althaea que deriva d'altho, curar o sanar.

## Ecologia
- Distribució mundial: Originària d'Orient, possiblement de la Xina, però creix naturalitzada en boscos i muntanyes de molts llocs propers a la costa mediterrània. També es cultiva com a espècie ornamental per la bellesa de les seves flors.
- Distribució a l'àmbit catalanoparlant: es troba subespontània efímera en alguns indrets dels Països Catalans (Anoia, Alt Palància, la Ribera Baixa, etc.).
- Hàbitat: zones amb clima mediterrani entre 240 i 780 m.

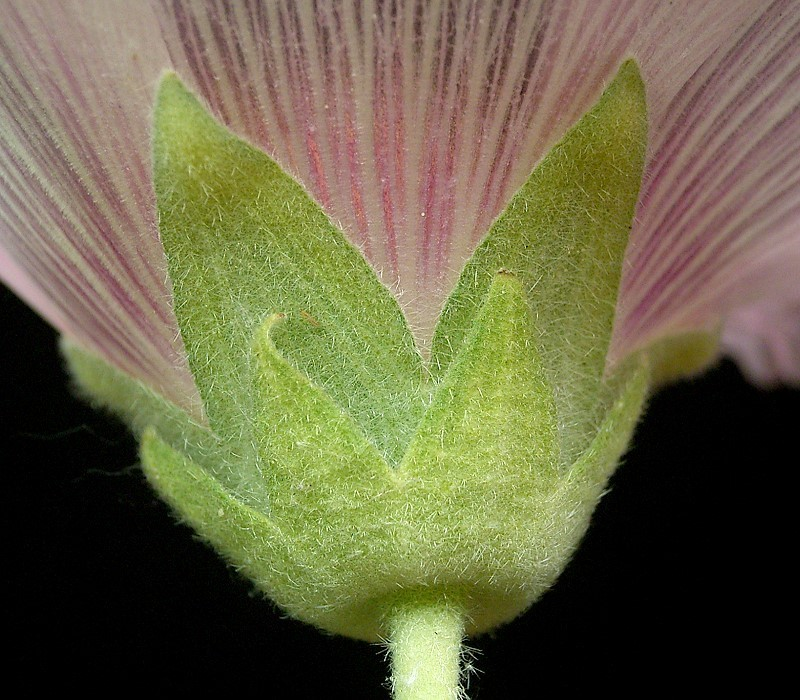
800 × 700 px

## Descripció
Té una forma vital (de Raunkjaer) d'hemicriptòfit: els meristemes (centres de creixement localitzat de la planta) es troben just arran de terra a l'estació desfavorable.
Es tracta d'una planta de gran port, ja que pot fer des d'1 m d'alçada fins a 3 m. És erecta i robusta. Té una certa semblança al malví.
L'arrel és llenyosa i compacta i d'ella en surten nombroses arrels secundàries de fins a 30 cm de longitud.
La robusta tija central no està ramificada, i si n'està, molt moderadament; això no obstant, acaba en un raïm de flors; les flors axil·lars són produïdes des de les axil·les de les fulles superiors. Aquestes flors es troben individualment o bé en petits grups sobre la tija central, i es mouen d'un cantó cap a l'altre des dels curts i peluts pedicels.
És de color verd clar i pot ser més o menys peluda.
Les fulles tenen 3 o 5 lòbuls o bé estan palmatipartides també 3 o 5 vegades. Cada làmina foliar és orbicular o ovala i espaiada a la base quan el pecíol s'uneix a la fulla. El cantó de la fulla és dentat-crenat i el seu limbe és rugós i aspre, i té el revers de diferent color que l'anvers: la superfície superior (anvers) de cada fulla és mitjanament verda i lleugerament pilosa, així com presenta arrugues i venes; la superfície inferior (revers) és de color verd clar i també pubescent.
Els pecíols de les fulles són tan llargs o una mica més que les seves fulles; són verd clars i peluts.
Tot el seu cos té pèls estrellats (pubescències), que segons el creixement de la planta es van separant més entre ells. El pecíol a partir del qual surten les fulles també té pubescències.
És una planta hermafrodita i ambdós sexes es troben a l'estructura columnar del centre de la flor.
Té un tipus d'inflorescència anomenada “raïm”, caracteritzada per presentar un eix que creix indefinidament mentre que als costats s'hi produeixen els rovells florals pedicel·lats, que s'obren a mesura que aquest es desenvolupa. La floració es produeix en sentit acròpet, és a dir, s'obren abans les flors inferiors de l'eix i la maduració progressa cap a l'àpex de la inflorescència.
Les flors són actinomorfes (pètals disposats més o menys de manera radial), hermafrodites, pentàmeres i més aviat grans. Cada flor té 5 pètals, 5 sèpals i de 6 a 9 sèpals semblants a bràctees.
El calze està constituït per 5 sèpals, que són de color verd clar, ovalats i molt més petits que els pètals. Les bràctees de cada flor estan situades sota els sèpals; són de color verd clar, piloses, ovalades i s'ajunten a una base comuna anomenada calicle, que és un conjunt de bràctees que estan per sobre del calze, de tal manera que sembla que compti amb un segon calze amb 6 o 8 peces; són com un terç del calze.
La corol·la està constituïda per 5 pètals, que són lliures, envoltats en forma de corn i asimètrics. Estan superposats de manera que donen forma d'embut a la flor; normalment fan un difuminat de color blanc, rosa, porpra o vermellós.
L'androceu es caracteritza pel fet que de les ramificacions del verticil de 5 estams intern (l'extern s'ha perdut) apareixen estams monadelfs, amb els filaments soldats en un tub. Per tant, estan situats a l'estructura columnar de la flor (localitzada al centre), concretament a la punta d'aquesta, com a filament.
El gineceu està situat més avall respecte a l'androceu. Normalment consta de 5 carpels, els quals es troben units formant un ovari súper (situat sobre la resta de verticils) i dividit en tants lòculs (cavitats del fruit) com carpels hi ha.
Cada flor és substituïda per un fruit (esquizocarp) que conté un anell d'entre 15 i 20 llavors d'uns sis mm d'alçada i 5 d'amplada (mericarpis). Aquestes llavors són ovalades, aplanades i escotades d'un costat.
La planta es dissemina per llavors: tant les càpsules com els mericarpis s'obren espontàniament, tot alliberant les llavors que seran transportades pel vent gràcies als pèls que presenten.
El període de floració té lloc des de mig estiu fins a la tardor: una colònia de plantes florirà durant dos mesos aproximadament.
La pol·linització té lloc gràcies a la interacció entre els insectes i les flors, ja que aquestes són entomòfiles i els insectes venen a buscar el nèctar segregat, atrets per la grandesa i vistositat d'aquestes.

## Farmacologia
- Part utilitzada (droga): Principalment les arrels, però també les flors i les fulles.
- Composició química:
  - mucílags urònics (6-25%) com arabinogalactans, arabans, glucans i galacturonoramnans; pectines.
  - alteïna (pigment antocià)
  - fitosterol
  - sals minerals (9%)

### Usos medicinals
S'empra per controlar inflamacions, per parar l'orinació involuntària durant la nit i com a rentador de boca en cas de tenir les genives sensibles.

#### Arrel
S'usa com a droga polvoritzada, en infusions, decoccions, maceracions, extracte fluid o sec, tintures, xarops.
És aconsellable portar una ingesta correcta de líquid (fins a dos litres diaris) per tal d'evitar l'aparició d'obstruccions gastrointestinals.
- Dosis diàries recomanades :
- Droga polvoritzada: 2-5 g/8 hores.
- Infusió/decocció: 2-5 g/150 mL diverses vegades al dia.
- Extracte fluid, 1:1 (g/mL): 2-5 mL/8 hores.
- Extracte sec, 3.5-5.0:1 (g/g): 0.4-0.6 g/8 hores.
- tintura, 1:5 (g/mL): 10-25 mL/8 hores.
- Xarop, 1:1 (g/mL): 10 mL/24 hores en una sola dosis.

#### Fulles
Dosis diàries recomanades:
- Droga polvoritzada: 5 g/24 hores.
- Infusió/maceració: 1-2 g/150 mL/8-12 hores.
- Extracte fluid, 1:1 (g/mL): 1-2 mL/8-12 hores.
- Tintura, 1:5 (g/mL): 5-10 mL/8-12 hores.

#### Flors
També s'empren com agents colorants en la preparació d'infusions/decoccions a
l'1-2%: 10-20 g/L. Es beuen 2-3 tasses al dia.

### Accions farmacològiques / propietats
- Emol·lient dermatològic
- Demulcent: antitussigen. Els mucílags de l'altea exerceixen un efecte calmant sobre la mucosa respiratòria, tot inhibint la tos.
- Diürètica. Eliminació d'aigua i sodi a través de l'orina.
- Laxant. L'efecte es manifesta al cap de 24 hores de la seva administració. Si el mucílag està en contacte amb aigua, forma un gel viscós i voluminós que augmenta el volum dels excrements i els estova, i promou el peristaltisme, fent efecte laxant mecànic.
- Hipoglucemiant. Els mucílags de l'alcea fan que disminueixi l'absorció oral de glúcids.

Té les mateixes propietats medicinals que el malví, del qual pot considerar-se'n un succedani.

### Toxicitat
Presenten alcaloides i, alguns d'ells, com l'estimulant efedrina (Sida cordifolia), són tòxics.
Té certes contraindicacions mèdiques, casos on no s'ha d'ingerir a causa dels mucílags que la formen:
Obstrucció esofàgica, obstrucció intestinal, oclusió intestinal, ili espàstic, ili paralític, estenosi gastrointestinal, dolor abdominal d'origen desconegut, apendicitis, embaràs i lactància.
Sobretot s'han de tenir en compte les persones diabètiques; s'han de prendre les mesures necessàries perquè no hi hagi cap irregularitat.

## Observacions
- Cultiu: L'alcea rosea és gairebé perenne i un cop s'ha establert en un indret floreix durant diversos anys. Les flors poden ser des de color blanc fins a vermell fosc, passant pel rosa, el groc i el taronja, que depenen segons el terra on creixen. La varietat de color vermell fosc sembla estar afavorida per terres sorrencs, mentre que els colors més clars estan afavorits per sòls argilosos. Les plantes creixen fàcilment des de la llavor i ràpidament disposen de llavors madures. No obstant això, les plantes tendres, les joves i les velles són fàcilment deshidratades a causa dels cargols, per exemple.
- Usos en jardineria: L'alcea ofereix una gran gamma de colors i inflorescències racemoses terminals, que s'obren a poc a poc i amb bastant temps de permanència sobre la tija. Donada la seva alçada es pot emprar per a limitar zones. Té un creixement normal a plena llum del sol, i van de resistents a molt resistents. Prefereix sòls rics i ben drenats. L'època de sembrar es pot establir entre maig-juny. Si es vol tenir florida sobre juny-setembre s'ha de plantar en el període d'agost-setembre.
- Història: Nativa de l'Àsia menor, la malva rosa s'expandí des de l'oest cap a l'Orient Mitjà al segle xi. Al segle xvii, els peregrins van portar la planta cap a Amèrica del Nord. No fa gaire que la planta s'ha cultivat àmpliament a causa de les seves boniques flors.
- Dotació cromosòmica: el nombre cromosòmic haploide (x) és 21.
- Fisiologia: Fan la fotosíntesi del tipus C3.

## Galeria d'imatges

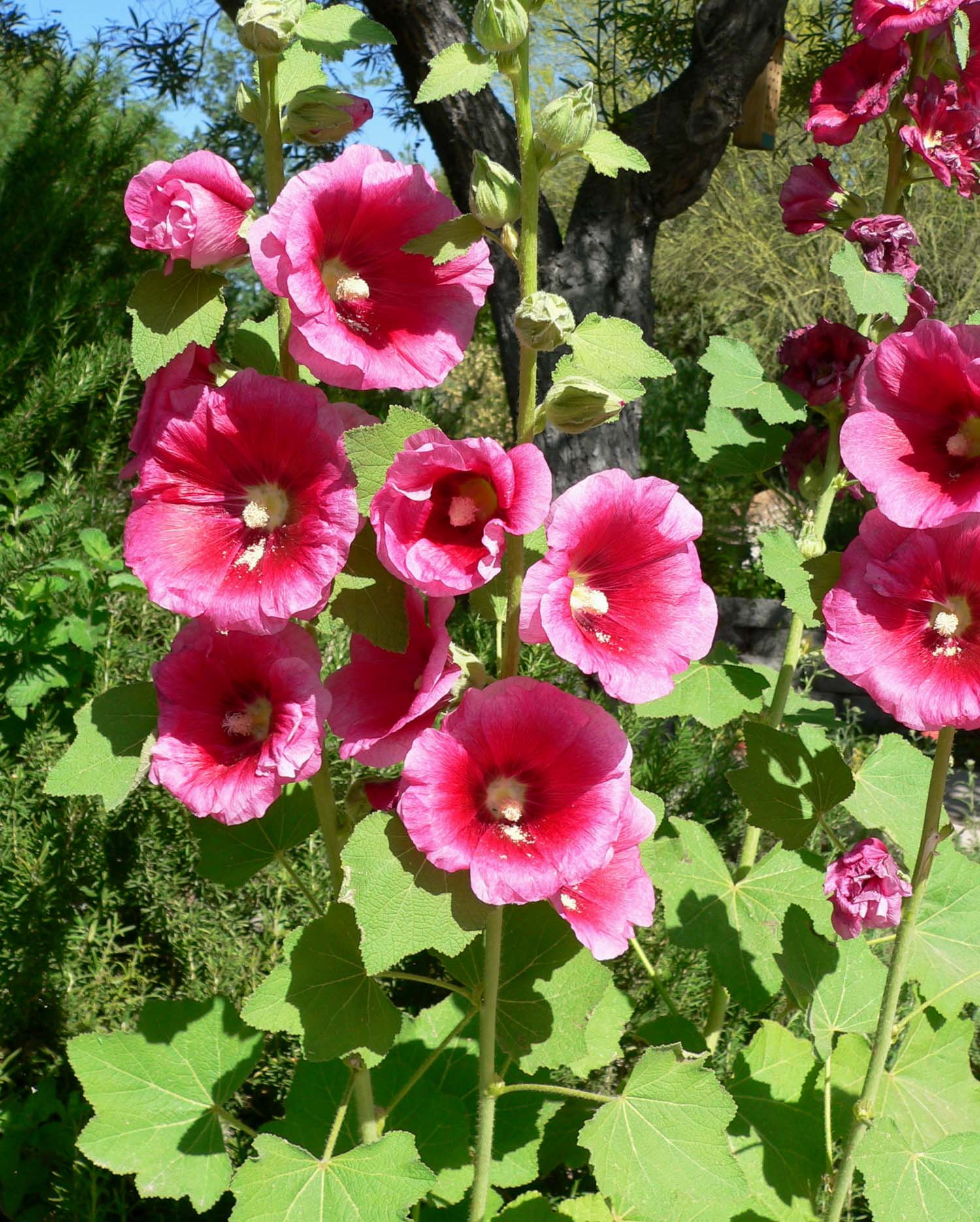
Alcea rosea L.
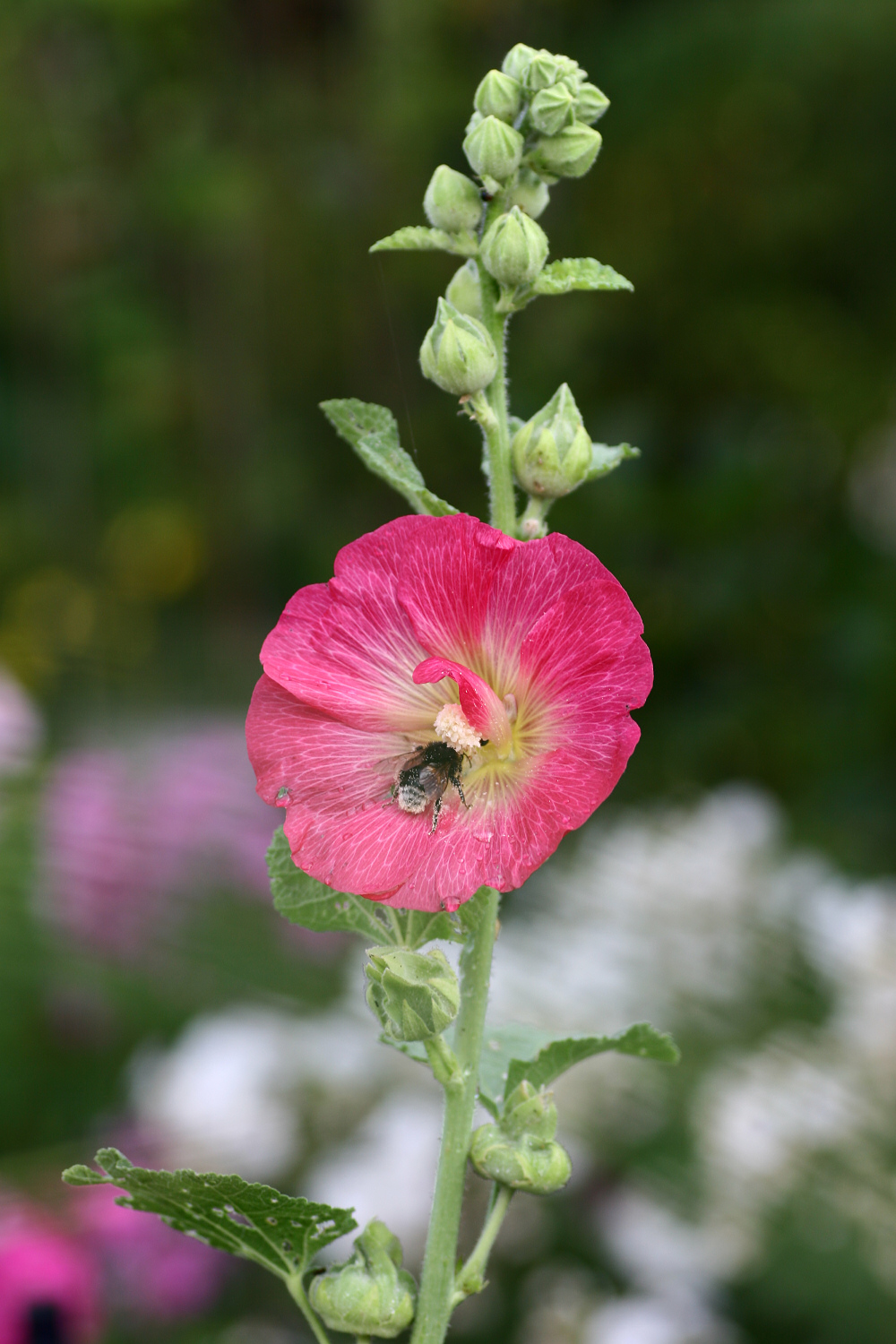
Alcea rosea L.
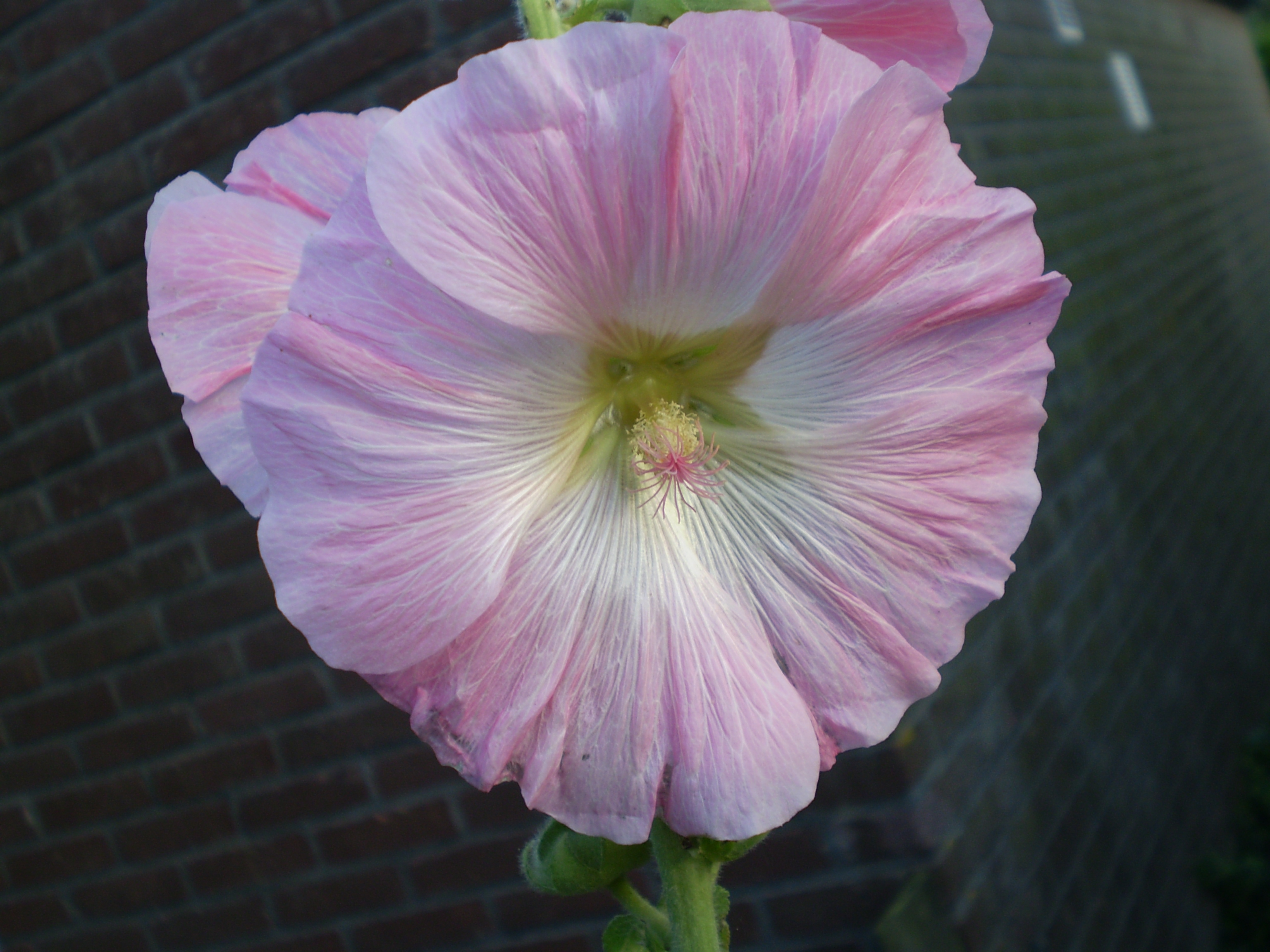
Alcea rosea L.
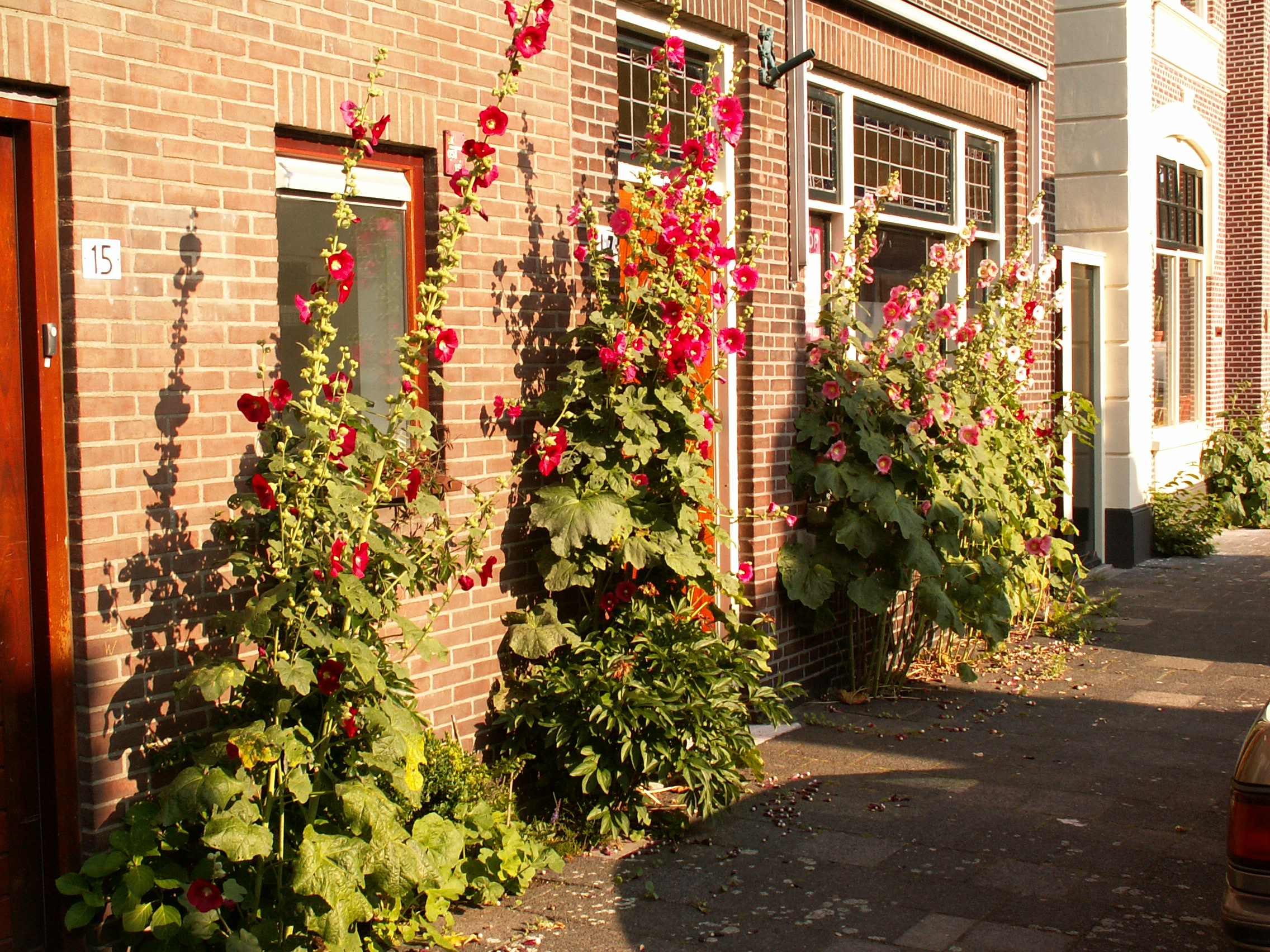
Alcea rosea L.
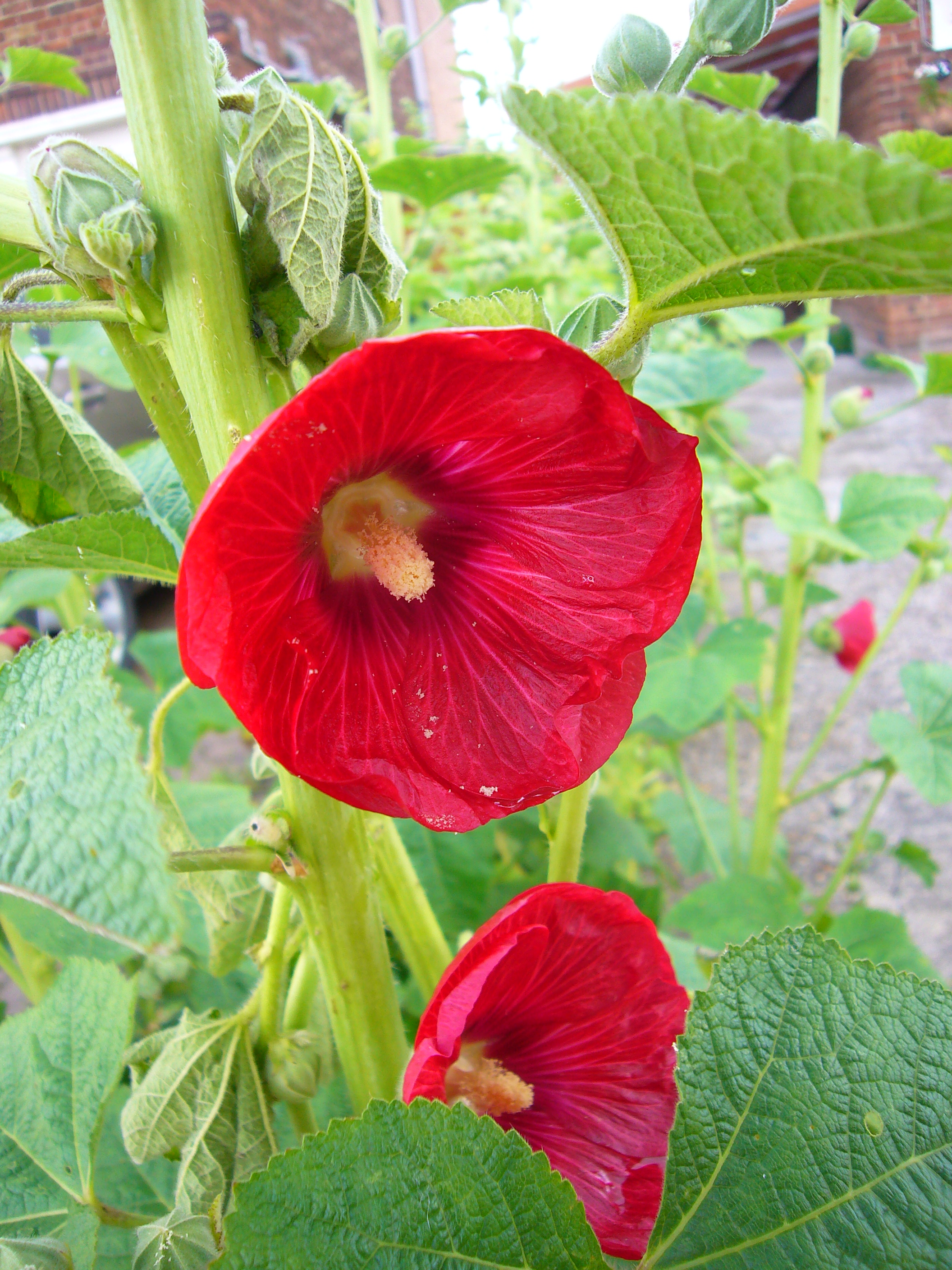
Alcea rosea L.
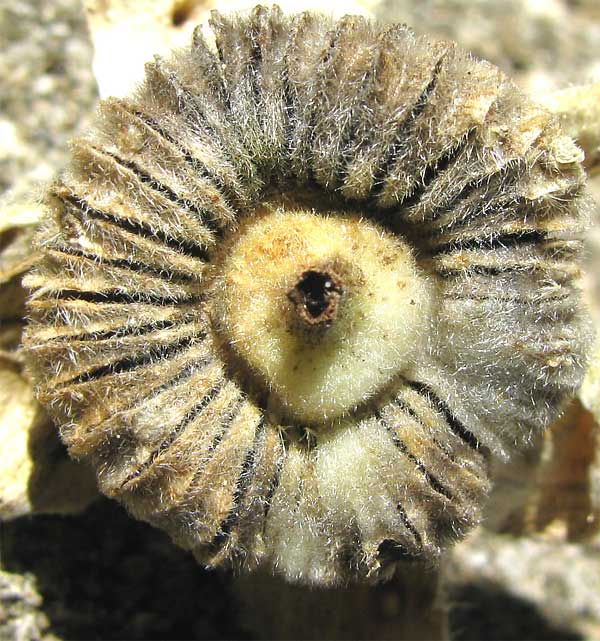
Alcea rosea L. fruit madur
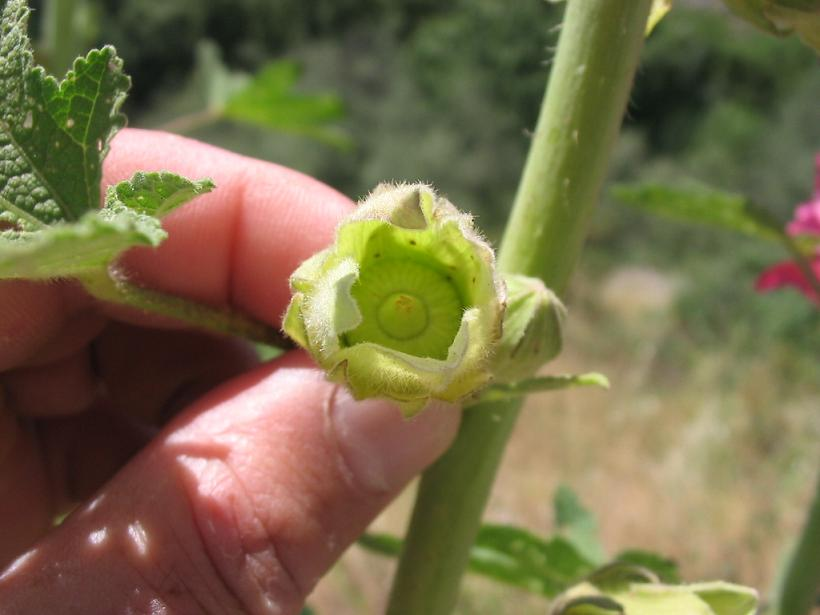
Alcea rosea L. fruit verd
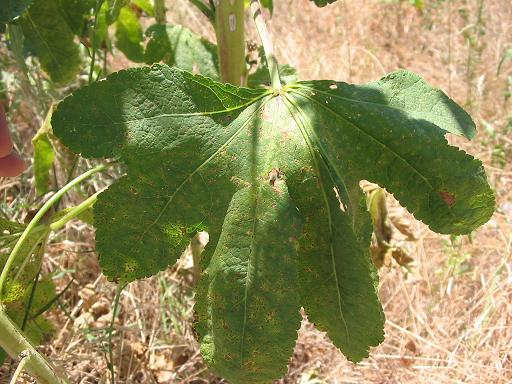
Alcea rosea L. fulles